# Kimberley, British Columbia
Kimberley är en ort i Kanada.   Den ligger i Regional District of East Kootenay och provinsen British Columbia, i den södra delen av landet, 3 000 km väster om huvudstaden Ottawa. Kimberley ligger 1 067 meter över havet och antalet invånare är 6 513.
Terrängen runt Kimberley är huvudsakligen kuperad, men åt sydväst är den bergig. Runt Kimberley är det ganska tätbefolkat, med 100 invånare per kvadratkilometer.. Det finns inga andra samhällen i närheten.
I omgivningarna runt Kimberley växer i huvudsak barrskog.